# 2641 Lipschutz
2641 Lipschutz è un asteroide della fascia principale. Scoperto nel 1949, presenta un'orbita caratterizzata da un semiasse maggiore pari a 2,3781189 UA e da un'eccentricità di 0,1328971, inclinata di 9,02553° rispetto all'eclittica.